# Myslivec (Skřivany)
Rybník Myslivec o rozloze vodní plochy 1,0 ha se nalézá asi 600 m severovýchodně od zámečku Skřivany u polní cesty odbočující ze silnice III. třídy č. 3267 a vedoucí do bývalé vesnice Stihňov. U rybníka se nalézá klubovna místní organizace Česdkého mysliveckého svazu Skřivany. Rybník je využíván pro chov ryb.
Rybník Myslivec je pozůstatkem bývalé rozsáhlé Chlumecké rybniční soustavy, která v době svého největšího rozkvětu čítala na 193 rybníků vybudovaných v průběhu 15. až 16. století v oblasti povodí řek Cidliny a Bystřice.

## Galerie

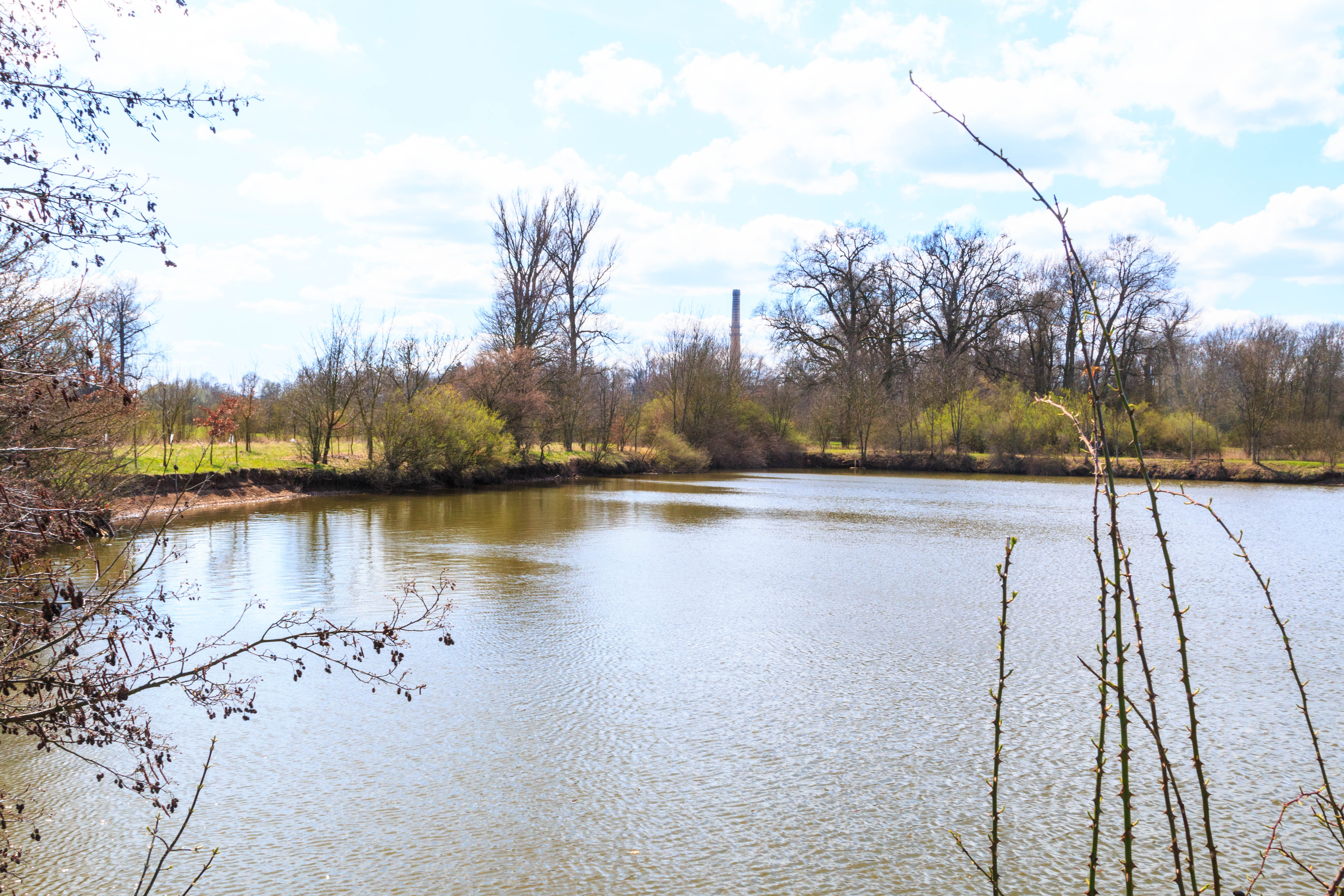
pohledy na rybník Myslivec u Skřivan
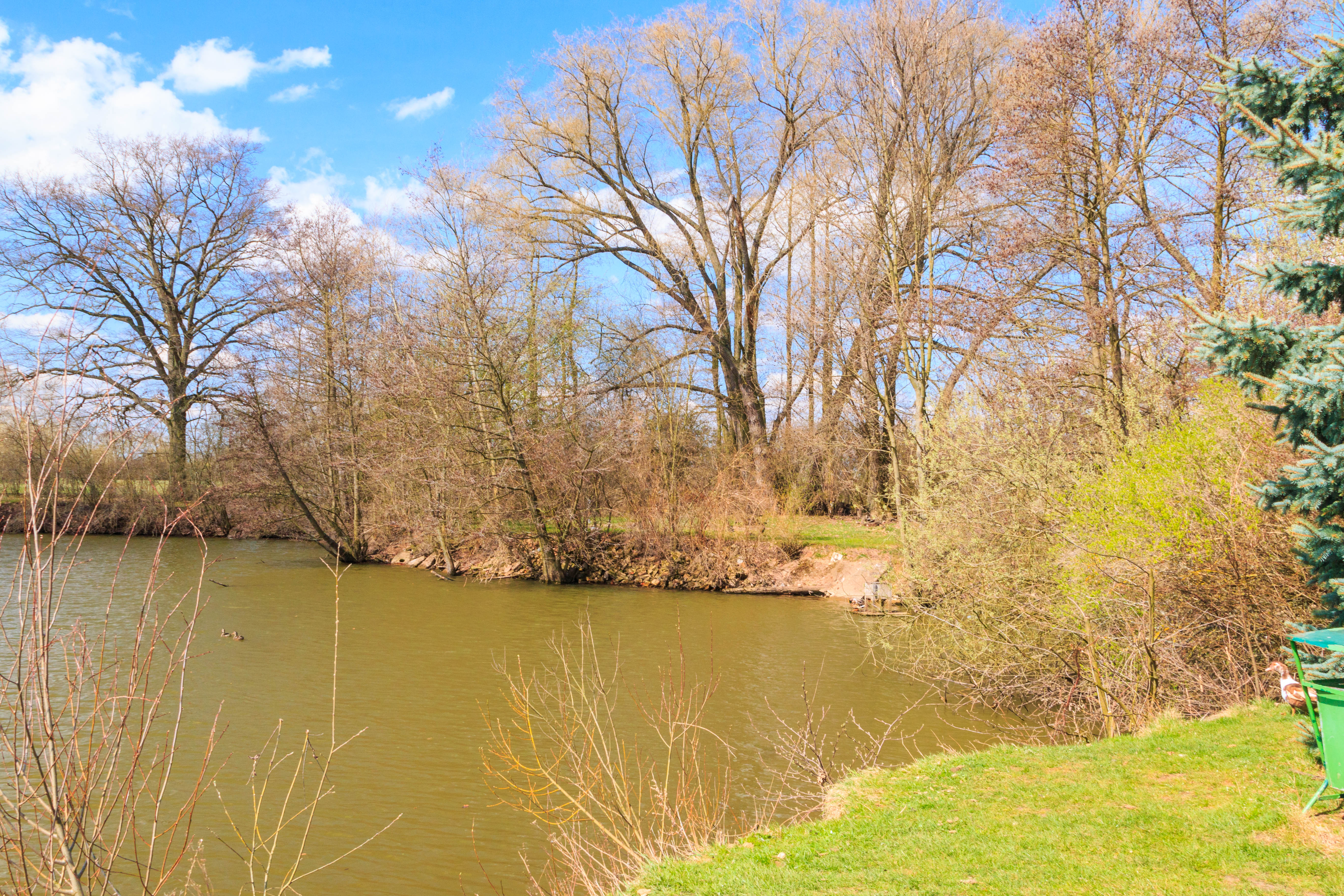
pohledy na rybník Myslivec u Skřivan
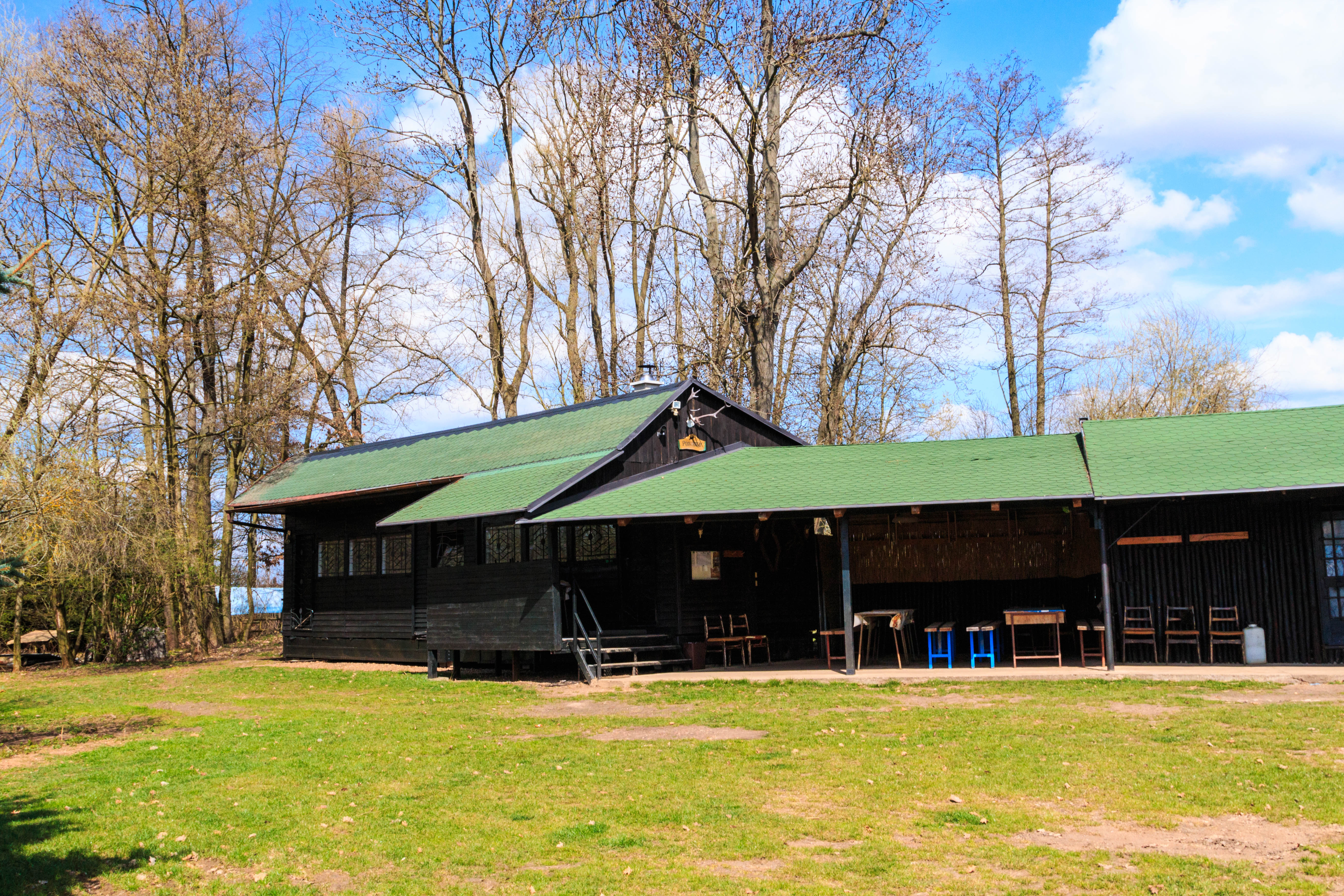
pohledy na rybník Myslivec u Skřivan - myslivecká klubovna
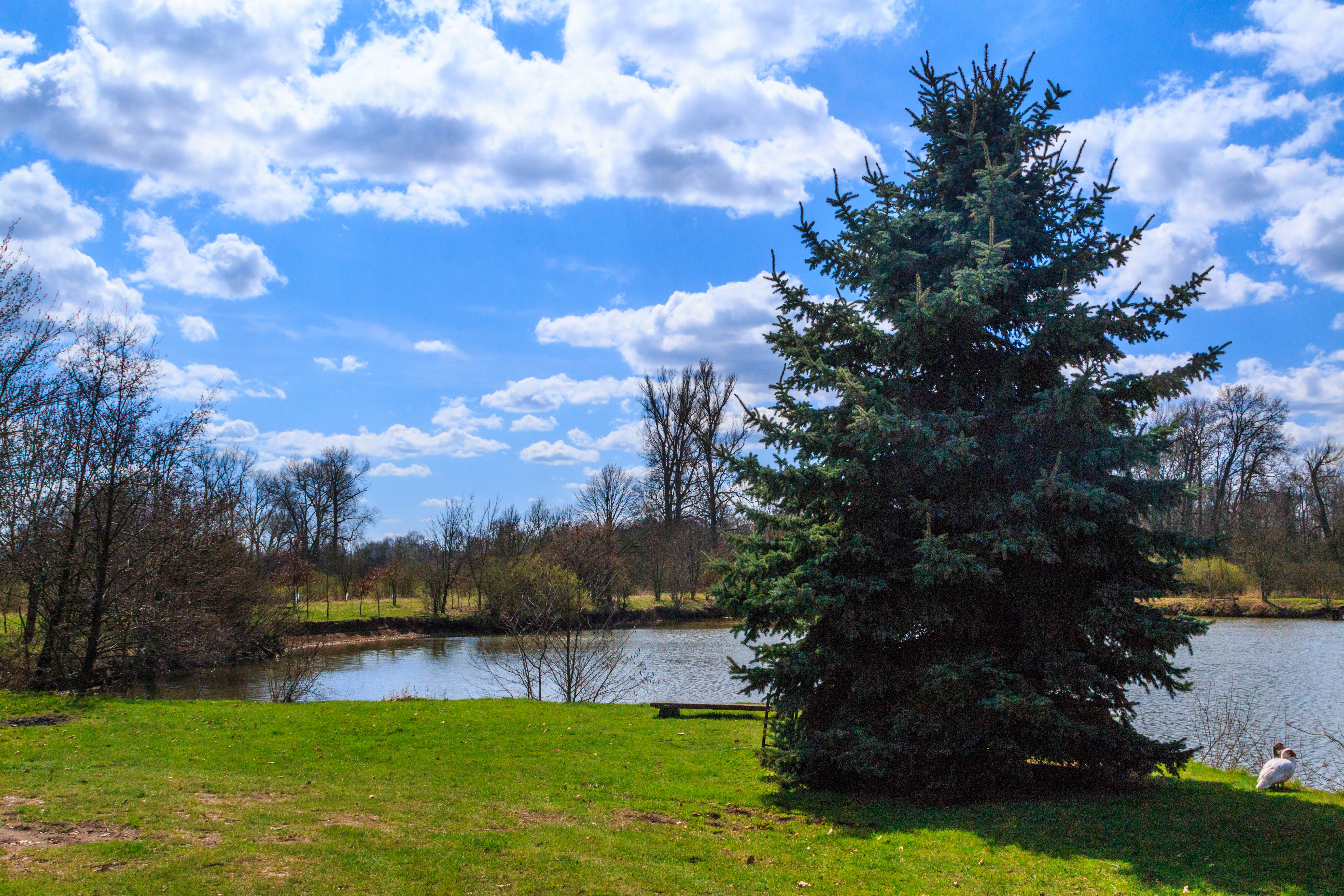
pohledy na rybník Myslivec u Skřivan